# Re della Notte
Il Re della Notte (Night King) è un personaggio immaginario della serie televisiva Il Trono di Spade, presente dalla quarta all'ottava stagione. È interpretato da Richard Brake (stagioni 4-5) e Vladimir Furdik (stagioni 6-8). È il re degli Estranei, nonché primo e più potente della sua razza, e comandante in capo dell'armata dei non-morti.
Il personaggio della serie televisiva è ispirato al Tredicesimo Lord Comandante dei Guardiani della notte, presente nei libri delle Cronache del ghiaccio e del fuoco di George R. R. Martin.

## Biografia
Il Re della Notte venne creato dai Figli della Foresta, i quali trafissero un prigioniero umano con una lama di ossidiana, tramutandolo in un essere magico glaciale, potente ed immortale. Questi avrebbe dovuto aiutarli a combattere gli uomini, ma ben presto si ribellò ai propri creatori: cominciò ad usare i suoi poteri per dar vita ad altri suoi simili, di cui prese il comando, e a creare il proprio esercito composto da cadaveri rianimati con la magia con lo scopo di distruggere la memoria della vita così come i Figli della Foresta distrussero la sua. 
Appare per la prima volta nella quarta stagione, in cui viene mostrato come Craster gli offra in dono i propri figli in modo che egli possa tramutarli in Estranei. 
Man mano che la serie procede, le sue armate di Estranei e non-morti si spostano progressivamente verso sud, con l'intento di abbattere la Barriera che impedisce loro di  superare i confini di Grande Inverno.
Nella sesta stagione, entra in contatto con Bran Stark durante una delle sue visioni, e gli imprime un marchio. Ciò gli consente di aggirare le difese magiche del nascondiglio del Corvo con tre occhi (il precettore di Bran nelle arti mistiche) e ad ucciderlo.
Al termine della settima stagione, nel corso di una battaglia contro le forze di Daenerys Targaryen e Jon Snow, uccide con una lancia di ghiaccio il drago Viseryon, per poi rianimarlo come non-morto. Usa dunque le fiamme del drago, divenuto il suo destriero personale, per demolire una parte della Barriera, consentendo alla suo esercito di cominciare l'invasione di Westeros.
Nell'ottava stagione, viene sconfitto nel corso della battaglia di Grande Inverno per mano di Arya Stark, la quale lo pugnala con la sua daga in acciaio di Valyria. La sua morte causa l'immediato decesso di tutti gli altri Estranei.

## Aspetto fisico
Il Re della Notte veste un'armatura nera il cui materiale è ignoto e combatte con una lama di ghiaccio/cristallo, più simile ad una scimitarra, piuttosto che una spada dritta, tipica dei suoi simili. Tratto distintivo è la testa priva dei capelli bianchi, da cui spuntano delle corna di ghiaccio che ricordano una corona.

## Poteri e abilità
Il Re della Notte è l'antagonista principale della serie Il Trono di Spade ed è una creatura umanoide ultra-millenaria nata nelle inospitali Terre dell'Eterno Inverno oltre la Barriera. Appare come un essere umanoide molto alto, dalla pelle celeste (probabilmente di ghiaccio) e gli occhi color blu intenso e luminescente. Può essere ferito solo dall'acciaio di Valyria e dall'ossidiana (anche noto come vetro di drago), entrambi materiali di origine dragonide.
La caratteristica saliente del personaggio è l'assoluta fedeltà dell'armata che lo circonda: i suoi sottoposti eseguono azioni senza il minimo avviso; si può dedurre che siano manipolati mentalmente. Ciò è confermato ulteriormente dal terzo episodio dell'ottava stagione, quando l'intero esercito va in frantumi in seguito alla sua morte. Le sue capacità di risurrezione variano dalla relativamente semplice capacità di rianimare un cadavere in qualunque stato di putrefazione (persino scheletrico), trasformandolo in un non-morto all'abilità di trasformare esseri umani ancora in vita in Estranei, esseri fisicamente a lui più simili e dotati di limitata autonomia, pertanto in grado di comandare piccoli gruppi di non-morti. Il Re della Notte è inoltre invulnerabile al fuoco, incluso quello di drago.

## Nei libri
Nei libri, il Re della Notte viene descritto come un leggendario Lord Comandante dei Guardiani della notte. Secondo la leggenda, visse durante l’Era degli Eroi, non molto tempo dopo l’erezione della Barriera. È un guerriero che non conosce paura, e diventa il 13° Lord Comandante dei Guardiani della notte. S’innamora poi di una donna dalla pelle bianca come la luna e gli occhi come stelle azzurre, la insegue, la ama sebbene la sua pelle sia “fredda come il ghiaccio” e, quando le dà il proprio seme, le dà anche la propria anima (la descrizione della donna ricorda quella degli Estranei).
Porta la donna al Forte della Notte, la dichiara sua regina e s’incorona Re, regnando per tredici anni. Durante il suo regno vengono portati a termine atti orribili, le cui storie si tramandano ancora oggi nel Nord. È soltanto grazie alla forza congiunta di Brandon il Distruttore, il Re del Nord, e Joramun, il Re oltre la Barriera, che il Re della Notte viene sconfitto e i Guardiani della notte liberati. Dopo la sua caduta, si viene a conoscenza del fatto che facesse sacrifici umani agli Estranei; viene quindi distrutta ogni sua traccia a lui, e il suo nome diviene proibito. È probabile che questo episodio abbia portato i lord del Nord a vietare che i Guardiani della notte costruissero mura protettive tra le fortezze, permettendo così la completa accessibilità dei castelli da sud.

## Personalità
Il Re della Notte è una creatura fredda, ostile, silente e misteriosa e non sembra provare effettivamente sentimenti, nemmeno l'odio e la rabbia. È estremamente astuto ed intelligente e non fa mai mosse azzardate. Sembra che il suo scopo ultimo sia l'annichilimento totale della Vita: creato dai Figli della Foresta come arma da usare contro gli esseri umani, si comporta proprio come tale, ma una volta che i suoi creatori perdono il controllo su di lui, la loro arma gli si rivolta contro ed inizia a portare morte ovunque. Simbolico è il suo legame con l'Inverno: freddo, ghiaccio, oscurità, Morte, questo è ciò che è e ciò che porta con sé; è a causa sua se le terre a nord della Barriera sono perennemente coperte dalla neve (a seguito della sua sconfitta nell'ottava stagione la natura sembra infatti tornare a fiorire anche in quelle terre inospitali). Altro aspetto curioso del suo comportamento è la creazione tramite tocco diretto degli Estranei, creature simili a lui dotate dei suoi stessi poteri (sebbene meno potenti) in grado di estendere a loro volta questa maledizione a qualunque essere vivente tramutandolo in un Non-Morto: considerata la sua natura di "espansione" e le sue capacità di corruzione della vita, il Re della Notte può essere efficacemente paragonato a un virus vero e proprio, che infetta e degrada tutto ciò che viene a contatto con lui o con le sue creature. Il suo rapporto con Bran Stark è interessante: in quanto Corvo con Tre Occhi, Bran è il depositario della memoria del mondo, di tutto ciò che ogni essere umano, vivo o trapassato, ha compiuto in vita, e in quanto tale è l'obiettivo primario del Re della Notte (con il quale condivide un legame psichico a seguito del "tocco" dell'Estraneo, attraverso il quale i due possono trovarsi a vicenda nelle visioni di Bran); la dipartita definitiva dei Corvi con Tre Occhi rappresenterebbe la simbolica sconfitta della Vita da parte della Morte, di cui egli è l'emissario.